# コーパス1800
『フェイバリット　英単語・熟語＜テーマ別＞コーパス1800』（ふぇいばりっと　えいたんご・じゅくご＜てーまべつ＞こーぱす1800）は、日本語話者向けの英語の単語集。東京外国語大学教授の投野由紀夫が編集・監督をおこない、東京書籍から刊行された。2023年3月現在は3thEdition まで発行されている。
「PRE-STAGE」から「STAGE 5」まで区分けされた単語が計1800単語記載されている。また、間に「基本単語 コーパス道場」、「A Day in English」、「イラストで覚える英単語」といった項目も記載されている。